# Автошлях E17
Європейський маршрут Е17 — європейський автомобільний маршрут категорії А, що з'єднує Антверпен (Бельгія) і Поті (Франція). Довжина маршруту — 696 км.

## Міста, через які проходить маршрут
Маршрут Е17 проходить через 2 європейські країни:
- : Антверпен - Сінт-Ніклас - Гент - Варегем - Кортрейк -
- : Туркуен - Лілль - Аррас - Камбре - Сен-Кантен - Лан - Реймс - Шалон-ан-Шампань - Труа - Лангр - Бон

Е70 пов'язаний з маршрутами
|  | - E19 - E34 - E40 - E403 - E42 |  | - E15 - E19 - E44 - E46 - E50 |  | - E511 - E54 - E21 - E60 |

## Фотографії

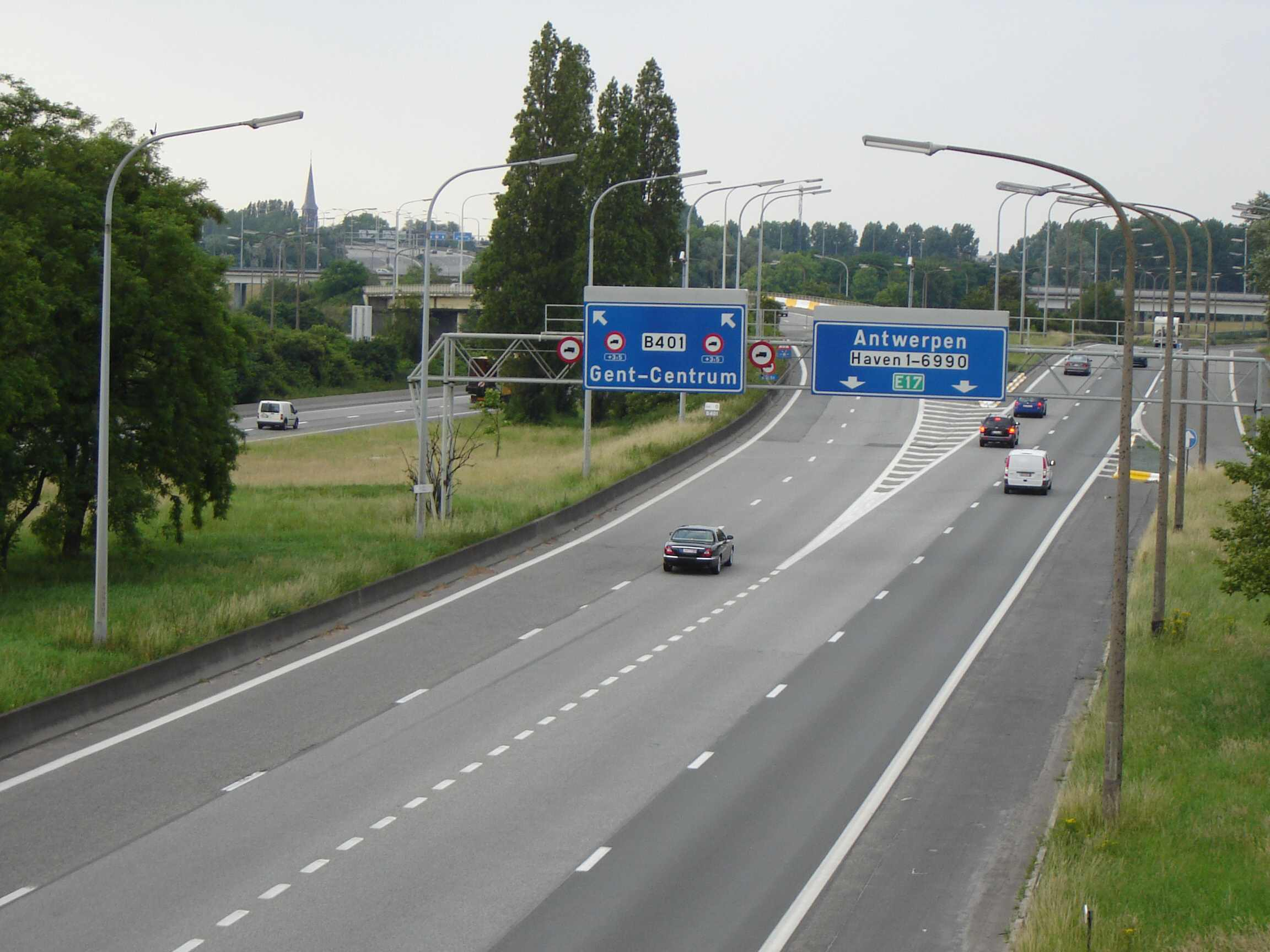
Е17 біля центру Генту
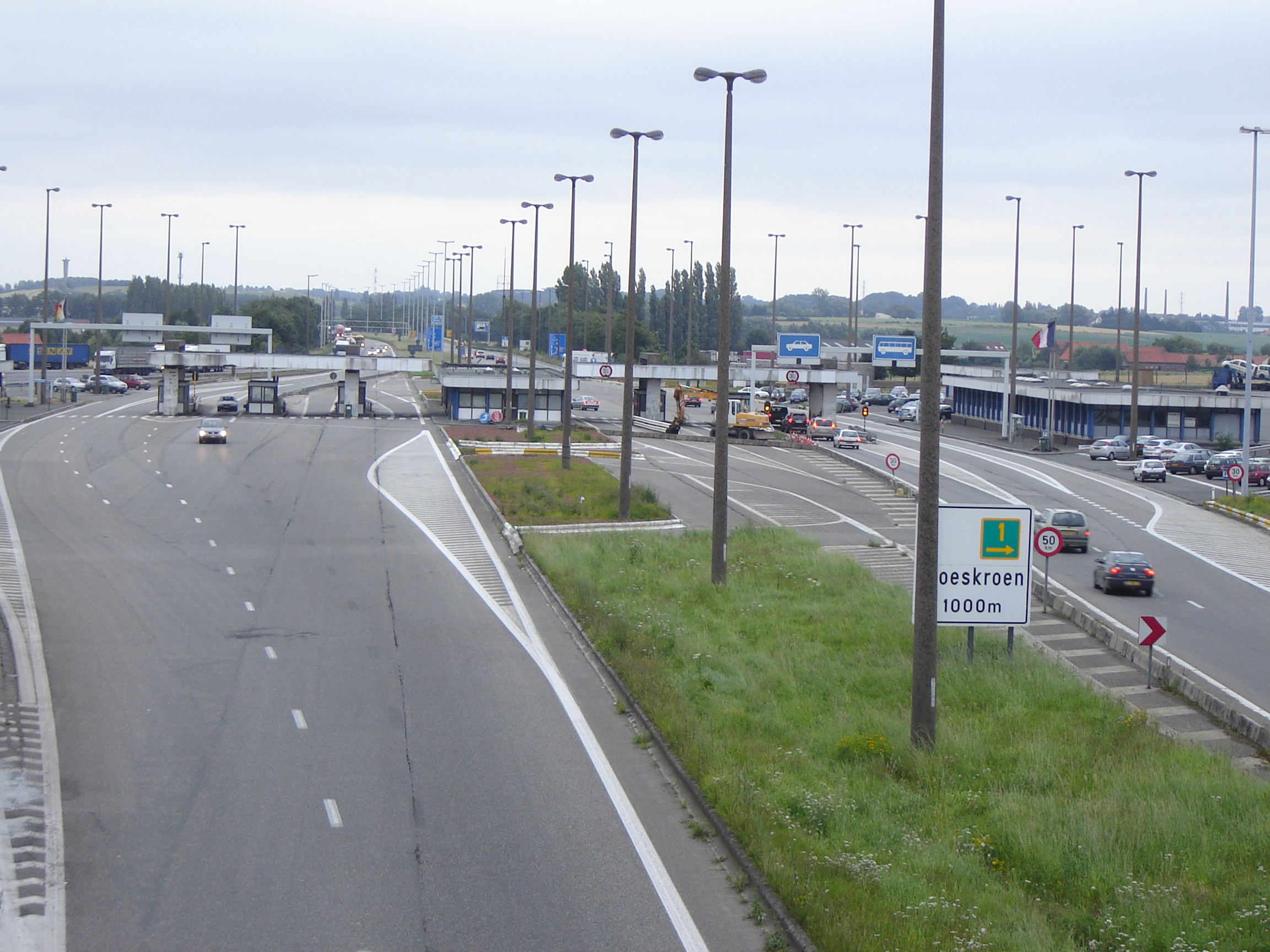
Е17 на кордоні Бельгії та Франції
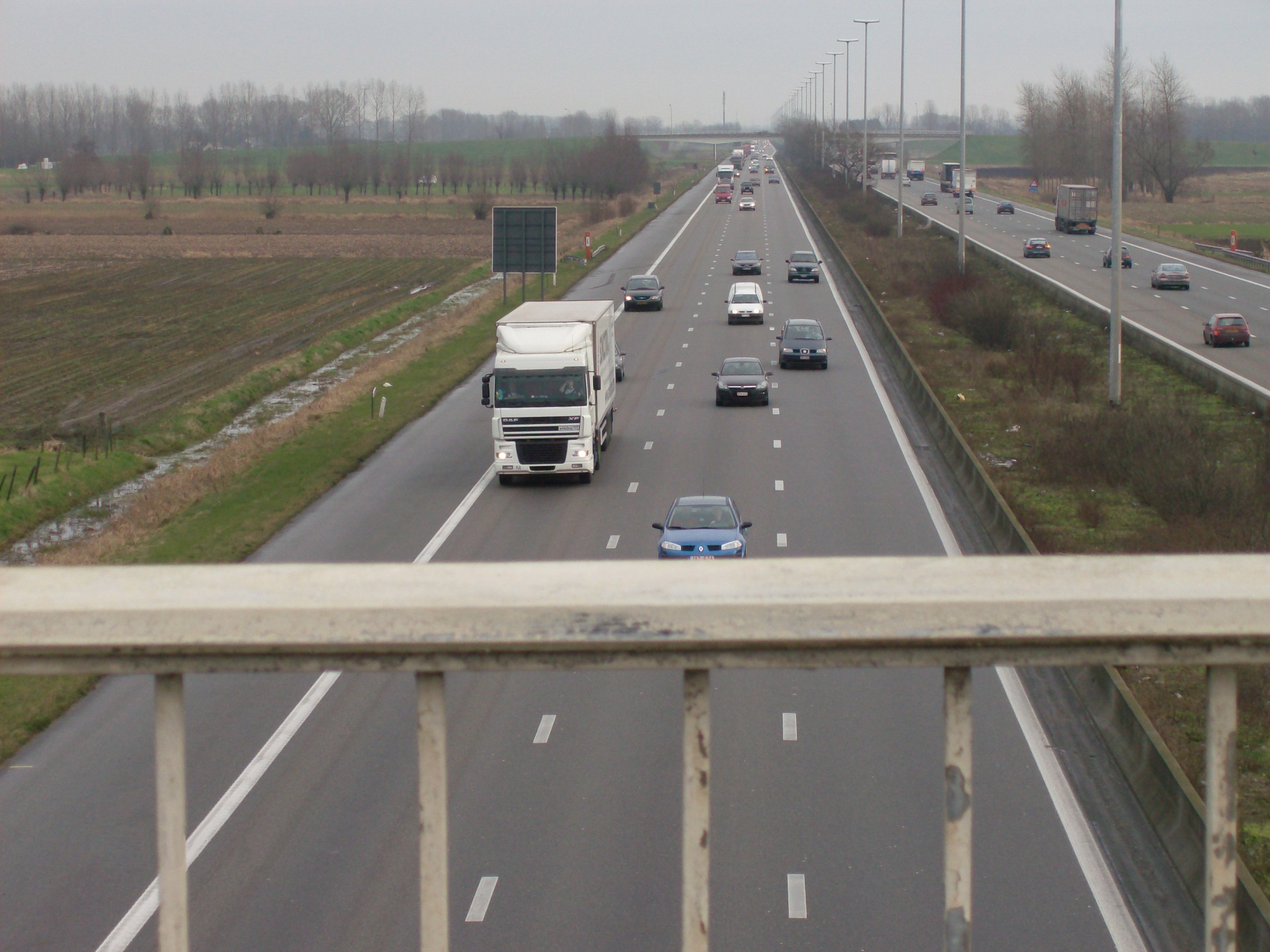
Е17 близько Локерена
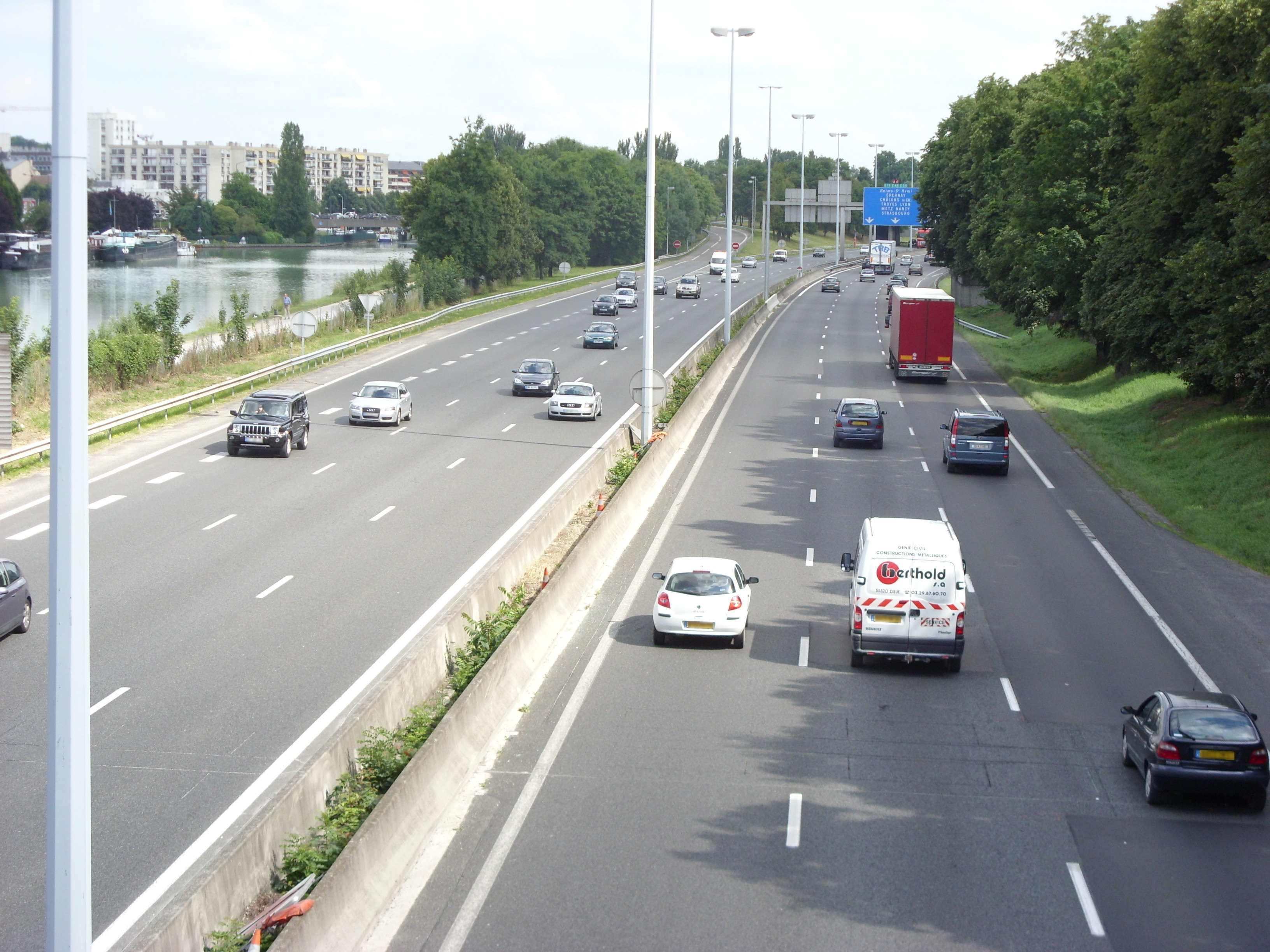
Е17 в Реймсі

## Див. Також
- Мережа європейських автошляхів
- Автомагістралі Франції